# Абсолютний електродний потенціал
Абсолютний електродний потенціал (англ. absolute electrode potential) — в електрохімії, згідно з визначенням IUPAC, електродний потенціал металу, виміряний відносно універсальної системи порівняння (без жодної іншої додаткової поверхні поділу фаз метал/розчин).
Згідно з більш конкретним визначенням, поданим Тразатті, абсолютний електродний потенціал — це різниця в електронній енергії між точкою всередині металу (рівень Фермі) електрода та точкою поза електролітом, у який занурений електрод (електрон у спокої у вакуумі).